# Ascanio Vittozzi
Ascanio Vittozzi ou Vitozzi (Orvieto, 1539 - Turin, 1615) est un architecte italien du début du baroque piémontais.

## Biographie
Ascanio Vittozzi suit jeune la carrière des armes, est enrôlé dans les armées pontificales et combat à la bataille de Lepante en 1571, en Tunisie et au Portugal, en suivant la Sainte-Ligue.
Il devient ensuite architecte militaire, dessine des fortifications a la moderna, qui le firent remarquer à la cour d'Emmanuel-Philibert de Savoie.
Arrivé à Turin, en pleine rénovation, depuis Charles le Grand, Vittozzi exécute des ouvrages défensifs (aménagement du château de Bene Vagienna entre 1615 et 1616 aux frais des communes de Clavesana, de Farigliano, de Piozzo, de Carrù, de Trinità et de Salmour) et également des ouvrages civils, des places, des voies, des édifices dans le baroque piémontais naissant.

## Œuvres
Beaucoup de ses ouvrages sont encore visibles à Turin, parmi lesquels :
- Place Castello,
- Via Roma (it), ancienne Via Reale
- Chiesa del Corpus Domini
- Palais royal, la résidence de la cour de Savoie
- Château de Rivoli
- Villa della Regina
- Monte dei Cappuccini (it)

Dans le Piémont :
- Le sanctuaire de Vicoforte près de Mondovì. Projet initial de 1596 remanié ensuite.

## Sources
- (it) Cet article est partiellement ou en totalité issu de l’article de Wikipédia en italien intitulé « Ascanio Vittozzi » (voir la liste des auteurs).